# Robert Kisiel
Robert Kisiel (ur. 1964) – polski historyk wojskowości.

## Życiorys
Ukończył XII Liceum Ogólnokształcące im. Bolesława Chrobrego we Wrocławiu, a następnie historię na Uniwersytecie Wrocławskim. W 2006 obronił pracę doktorską „Charles de Warnery (1720-1786) – przedstawiciel piśmiennictwa wojskowego XVIII wieku”. Jest autorem opracowań poświęconych bitwom z okresu panowania Fryderyka II. Pracuje jako nauczyciel we wrocławskich szkołach średnich, m.in. w Prywatnym Salezjańskim Liceum Ogólnokształcącym we Wrocławiu.

## Wybrane publikacje
- Strzegom-Dobromierz (Warszawa 2001, Seria „Historyczne bitwy”)
- Praga 1757 (Warszawa 2003, Seria „Historyczne bitwy”)
- Małujowice. Mała bitwa o wielkich skutkach (Wrocław 2007)